# Plate (armure)

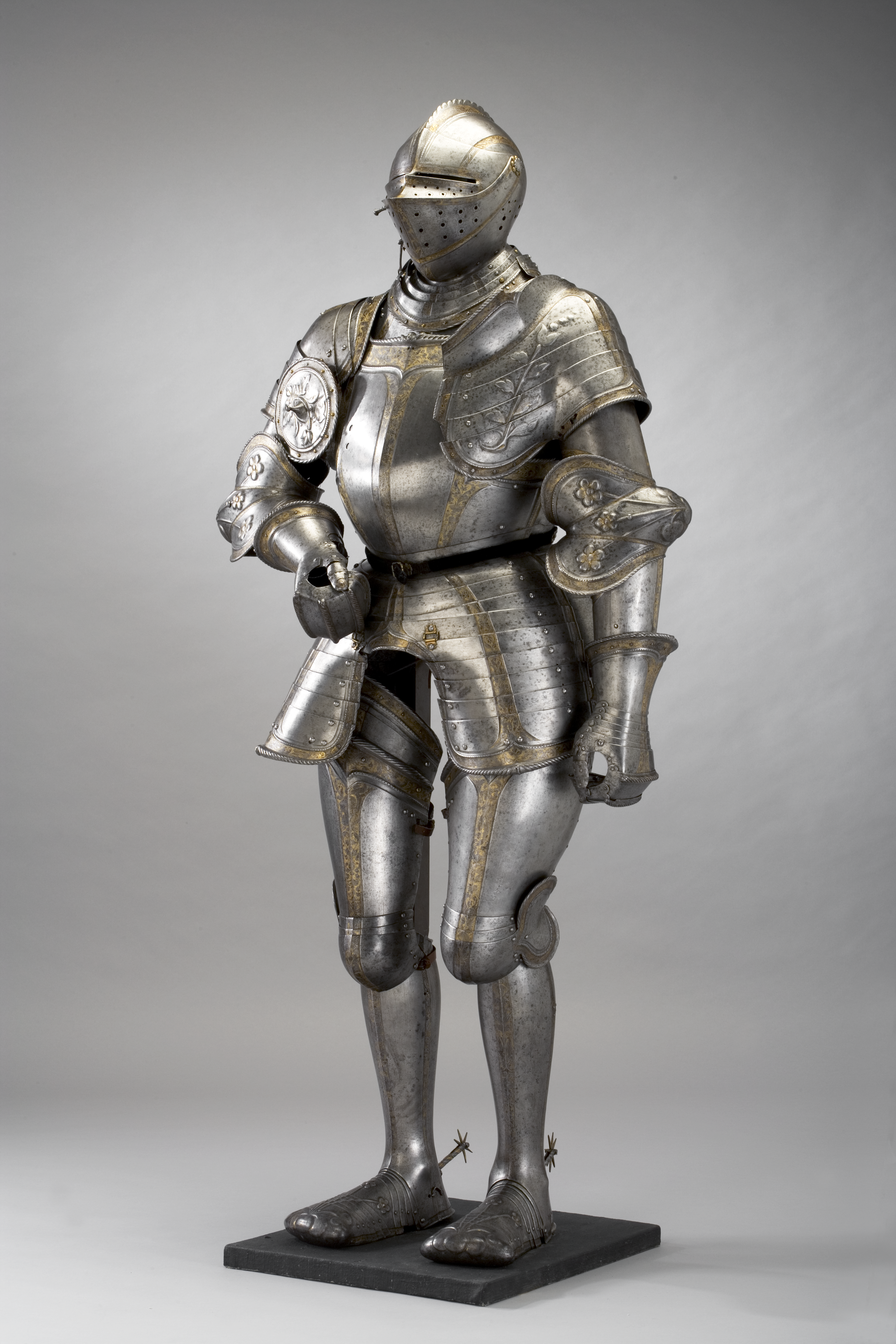
Armure de plates de Gustave Ier Vasa (vers 1540).

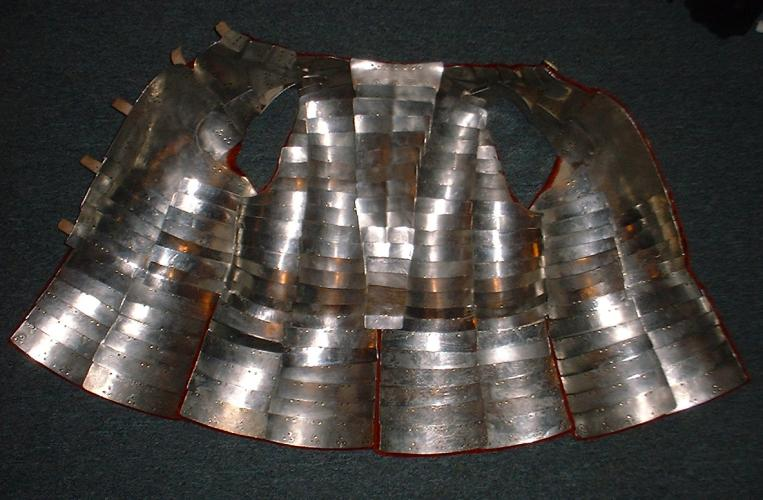
Torse en plates.

Les armures de plates sont composées de plaques de métal, fixées en tout ou partie sur des sangles ou des armatures de cuir. On désignait ainsi, à dater du XIIIe siècle, les pièces d'armure d'acier que l'on posait sur le haubert.
Dans le cas d’une armure segmentée romaine, c'est le cas de toutes les pièces. Sur une armure quinzième, ce mode de fixation est plutôt réservé aux spallières et aux jambières.
Souvent confondues avec l'armure de plaque (faite d'une seule pièce), les armures de plates offrent une meilleure mobilité, mais au détriment du poids et de la protection.

## Description
Ces plates ne consistaient d'abord qu'en certaines lames de fer battu que l'on posait sur les arrière-bras, sur les genoux et sur les tibias. Peu à peu, on ajoute à ces pièces des ailettes, des cubitières, des avant-bras ; ces doublures partielles ne sont alors que des renforts posés sur le haubert ou sur la broigne, et ne composent pas une armure de fer complète. Ce n'est que beaucoup plus tard que l'armure de plates est définitivement adoptée.
Le développement de l'armure visait à protéger toutes les parties du corps tout en devenant plus légère et résistante, sans nuire aux mouvements. Les parties plus vulnérables comme les aisselles, exposées lorsque le guerrier levait son arme, sont renforcées de mailles. Du feutre est quelquefois ajouté sur le métal pour atténuer l'effet de la chaleur du soleil.
Cependant, l'adoption de l'armure de plates modifie la façon de combattre des cavaliers. Une meilleure protection se faisait au détriment de la légèreté et de la mobilité. Il n'était plus possible à un cavalier armé de plates de monter à cheval ou d'en descendre sans le secours d'un écuyer. Les chevaux durent être pris dans des races plus fortes, plus lourdes. L'ennemi n'avait plus qu'à se mettre derrière des marais, des herbages gras, dressant devant lui des obstacles, envoyant sur les flancs des archers en grand nombre qui blessaient les chevaux. Le cheval abattu, le cavalier ne pouvait plus se relever, nuisant au passage des cavaliers qui suivaient.
Par conséquent, les assauts commencent à s'effectuer par escadrons et non comme auparavant en ordre dispersé. En formant des groupes compacts, chargeant ensemble, l'effet était dévastateur. Mais outre le poids excessif, le coût de ces armures et le temps considérable qu'il fallait pour les revêtir, l'introduction de l'artillerie dans les combats rend bientôt caduc le recours à ce type de protection.